# Последняя очередь
«Последняя очередь» — короткометражный художественный фильм (киноновелла, 2 части, 580 м) режиссёра Георгия Тасина, выпущенный в августе 1941 года (согласно указанию в титрах), и повествующий о героизме и находчивости советского лётчика.

## Содержание
Идёт Великая Отечественная война. Советский истребитель возвращается с боевого задания. Бензин и патроны на исходе. Внезапно лётчики замечают фашистский бомбардировщик. Завязывается воздушный бой. Советский истребитель идёт на таран, но фашистский самолет увёртывается от удара и начинает уходить. Внезапно краснозвёздный «ястребок» идёт на посадку. Фашистский ас возвращается, чтобы расстрелять приземлившийся на болоте самолёт. Последней очередью из пулемёта советский лётчик сбивает пролетающий над ним немецкий бомбардировщик.

## В ролях
- Александр Хвыля — дед
- Иван Новосельцев — лётчик Межуев
- Марк Бернес — лётчик Феденко

## Музыка
В исполнении М. Бернеса в дуэте с мальчиком (в фонограмме — женский голос) в картине звучит песня «Боевые „ястребки“» (текст Бориса Ласкина, музыка Никиты Богословского).